# فایسلر اف۲ تایگر
فایسلر اف۲ تایگر (به انگلیسی: Fieseler_F2_Tiger) یک هواگرد ملخ‌پیشین تک‌موتوره از نوع آموزشی ساخت شرکت Fieseler Flugzeugbau است. هواگرد فایسلر اف۲ تایگر نخستین پروازش را در ca 1932 میلادی انجام داد. در مجموع، تعداد ۱ فروند از این هواگرد ساخته شده‌است.
طراح این هواگرد، Gerhard Fieseler بود.